# Trésor (profumo)
Trésor  è un profumo, della casa di cosmetici Lancôme.

## Storia
È stato messo in commercio nel 1990, creato dalla profumiera Sophia Grojsman, il nome Trésor in seguito è diventato il marchio di una serie di prodotti di bellezza fra i quali Trésor Lait (crema per il corpo) e Trésor Savon (sapone), oltre che una serie di varianti del profumo: Trésor eau de Toilet Vapo.
Fra le testimonial storiche del prodotto si ricordano: Isabella Rossellini, Inés Sastre, Kate Winslet e Penélope Cruz. 